# جيلز وندغرين
جيلز وندغرين (بالسويدية: Gillis Lundgren)‏ هو مصمم سويدي، ولد في 26 أغسطس 1929 في لوند في السويد، وتوفي في 25 فبراير 2016.